# ピカデリー (サティの楽曲)
『ピカディリー』(Le Piccadilly (Marche)、「ピカデリー」とも。)は、エリック・サティが1901年に作曲した「マーチ」という副題を持つケークウォーク風の楽曲。元々はカフェ・コンセールのオーケストラのために書かれたが、現在では1904年にピアノ独奏用に編曲されたものがよく演奏されている。
「ケークウォーク」はアメリカの黒人が白人のまねをして踊ったところから始まった音楽で、同じパターンを繰り返す伴奏と旋律のシンコペーションが特徴である。「ケークウォーク」はドビュッシーのものが有名（「ゴリウォーグのケークウォーク」や「小さな黒人」など）であるが、実はサティのほうが先に使っていた。

## この曲が使用された作品など
- のだめカンタービレ (テレビドラマ) - 第2話でBGMとして使用されている。
- 眼鏡市場 - ペ・ヨンジュン主演のCMでアレンジされたものがBGMとして使用されていた。
- 素晴らしき日々 〜不連続存在〜 - アレンジされたものが作中で使用されている。
- ダイハツ・ムーヴキャンバス - 2022年度版のCMに使用されている。